# Altar (gruppo musicale)
Gli Altar sono  una  band death metal olandese nata nel 1988.

## Storia degli Altar
La band si forma nel 1988 a  Hardenberg col nome di Manticore, poi modificato in Anubis.
Dopo aver modificato ancora il nome in Altar, nel 1992 realizzarono l'unica demo, poi furono messi sotto contratto dalla  Displeased Records.
Nel 1996 usci Ego-Art per la Displeased Records che proponeva un death metal dalle ambientazioni thrashcore
Dopo 5 album e un Ep, nel 2001, la band decise di continuare solo i concerti, soprattutto nella Germania del nord, in Belgio e nei Paesi Bassi.
Di volta in volta alcuni membri già degli Altar si sono riuniti per alcune date suonando col nome di Altar-native.
I testi sono prettamente anti-cristiani, ma mai satanici.

## Membri

### Line-up attuale (solo concerti)
- Marcel Verdurmen  - chitarra
- Richard Ludwig - chitarra
- Michel Coppens - voce
- Andre Hemel - basso
- Frank Schilperoort - batteria

### Ex membri
- Nils Vos - basso
- Sjoerd Visch - batteria
- Bert Huisjes - chitarra
- Marco Arends - batteria
- Edwin Kelder - voce
- Marcel van Haafe - chitarra
- Marco de Groot - batteria

## Discografia

### Album in studio
- 1994 - Youth against Christ
- 1996 - Ego-Art
- 1998 - Provoke
- 1999 - In the Name of the Father
- 2001 - Red Harvest

### Demo
- 1992 - And God Created Satan to Blame for His Mistake

### EP
- 2000 - Until Heaven Forbids